# Еврейская боевая организация

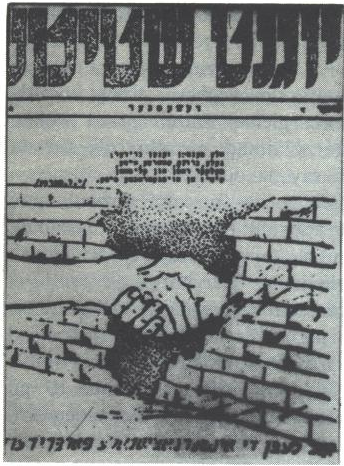
Плакат Еврейской боевой организации

Еврейская боевая организация (пол. ŻOB, Żydowska Organizacja Bojowa, идиш ייִדישע קאַמף אָרגאַניזאַציע‎) — подпольная вооружённая организация польских евреев во время Второй мировой войны, самая известная еврейская военизированная организация еврейского Сопротивления, которая действовала в основном на территории Варшавского гетто.

## История
Отряды Еврейской боевой организации были сформированы 28 июля 1942 года в Варшавском гетто членами Военной организации социалистического Антифашистского блока, сионистских организаций Ха-шомер ха-цаир, Дрор, Цукунфт и молодёжной организации Бунда, которая присоединилась 15 октября 1942 года. В Еврейскую боевую организацию не вошли члены организации Бейтар, придерживаюшиеся правых взглядов. Члены Бейтар вошли в альтернативную военную организацию Еврейский воинский союз, которая была образована из военнослужащих польской армии. Командиром Еврейской боевой организации был выбран Мордехай Анелевич.

## Деятельность
Еврейская боевая организация комплектовалась вооружением с помощью подпольных отделений Армии Крайовой и Гвардии Людовой и признавалась правомочной военной еврейской организацией как Представительством Правительства на Родине, так и Польской рабочей партией. Политически Еврейская боевая организация подчинялась Еврейскому национальному комитету и через эту организацию — Представительству Правительства на Родине.
Первоначально Еврейская боевая организация занималась обустройством в гетто так называемых «бункеров». Для приобретения вооружения Еврейская военная организация занималась экспроприацией, совершая нападения на Юденрат и Банк гетто. Организация занималась пропагандой, воевала против еврейских коллаборационистов из организации Жагев и Группы 13, приговаривала к смертной казни информаторов и сотрудничавших с нацистами. 29 октября 1942 года организация совершила свою первую ликвидацию — был казнён заместитель командира еврейской полиции Якуб Лейкин.
Небольшие локальные отделения Еврейской боевой организации действовали в Кракове, Ченстохове, Сосновце и Бендзине. Эти отделения стали основой будущего вооружённого сопротивления при уничтожении гетто в своих городах.
22 декабря 1942 года краковское отделение ŻOB под руководством Ицхака Цукермана совместно с боевой организацией Гвардии Людовой приняло участие в «рождественской акции» в Кракове. План операции предусматривал одновременную атаку трёх объектов из категории «Nur für Deutsche», в которых проходили праздничные мероприятия для немцев (рестораны «Циганерия» на улице Шпитальная 38, «Бизанк» и кинотеатр «Скала»). На практике, выполнить задание удалось двум группам — гранаты были брошены в кафе «Циганерия» (здесь действовала еврейская боевая группа «Искра», которой командовал Идек Либера) и в ресторан «Бизанк». В это же время в центре города польские подпольщики возложили букеты красных роз на постаменты разрушенных немцами памятников Адаму Мицкевичу на Главном рынке, Владиславу Ягелло на площади им. Матейки и Тадеушу Костюшко на Вавеле (на лентах, перевязывающих букеты, было написано «То, чему ты присягал, выполним мы»), а на улице Батория повесили национальный бело-красный флаг.

## Восстание в варшавском гетто
Во время восстания в варшавском гетто Еврейская боевая организация состояла из 22 вооружённых отрядов, среди которых были пять групп Дрора, четыре группы Ха-шомер ха-цаира, четыре группы из GL-PPR (Гвардия людова — Польская рабочая партия), четыре из Бунда и по одной из Поалей Цион-Левица, Поалей Цион-Правица, Акива, Гордония и ха-Ноар ха-Циони. Общая численность составляла до 600 вооружённых бойцов. Командный штаб располагался в доме по улице Милей, 18 (здание стало называться бункером Анелевича). Плохо обученные и слабо вооружённые отряды сопротивлялись в течение почти месяца.
Во время восстания в гетто большинство членов Еврейской военной организации погибли. Некоторым удалось вырваться из гетто с помощью Симхи Ротайзера-Ротема и скрыться в вышкувских лесах, где они организовали партизанские отряды и сражались под командованием Ицхака Цукермана. В августе 1944 года во время Варшавского восстания отряд под управлением Марека Эдельмана сражался в варшавском Старом городе.